# Đường cao tốc Thành phố Hồ Chí Minh – Mộc Bài
Đường cao tốc Thành phố Hồ Chí Minh – Mộc Bài (ký hiệu toàn tuyến là CT.31) là một đoạn đường cao tốc thuộc hệ thống đường cao tốc Việt Nam kết nối Thành phố Hồ Chí Minh với cửa khẩu Mộc Bài thuộc tỉnh Tây Ninh, Việt Nam. Khi hoàn thành, tuyến đường sẽ giảm tải áp lực giao thông cho Quốc lộ 22 hiện nay.

## Quy hoạch
Đường cao tốc này từng được quy hoạch từ năm 2015 đến 2021 với ký hiệu cũ là CT.16.

## Vị trí
Theo quy hoạch, tuyến đường có chiều dài 50,9 km trong đó đoạn qua Thành phố Hồ Chí Minh dài 24,6 km và đoạn qua Tây Ninh dài 26,3 km, có điểm đầu giao với đường vành đai 3 (thuộc huyện Củ Chi, Thành phố Hồ Chí Minh) và điểm cuối tại khu kinh tế cửa khẩu Mộc Bài (thuộc huyện Bến Cầu, tỉnh Tây Ninh). Sau đó tuyến đường sẽ kết nối với đường cao tốc Phnôm Pênh – Bavet (đang thi công).
Trong tương lai, tuyến đường này sẽ là tuyến đường động lực tam giác vàng của 3 thành phố : Hồ Chí Minh, Phnôm Pênh, Bangkok, bắt đầu từ Đường vành đai 3 (Thành phố Hồ Chí Minh) thuộc huyện Củ Chi đến cửa khẩu Mộc Bài kết nối qua cửa khẩu Bavet sau đó tiếp tục đi tuyến cao tốc Bavet – Phnôm Pênh (đang thi công) đến đường vành đai 3 Phnôm Pênh, sau đó tiếp tục kết nối đến đường cao tốc Phnôm Pênh – Poipet (đang thi công) đến cửa khẩu Poipet kết nối qua cửa khẩu Khlong Luek rồi đi tiếp tuyến cao tốc số 71 từ huyện Aranyaprathet thuộc tỉnh Sa Kaeo qua Prachinburi, Chachoengsao đến đường vành đai số 9 thuộc Khan Na Yao, Bangkok, toàn bộ tuyến đường trên sẽ trở thành đường AH1 trong tương lai.

## Thiết kế
Tuyến đường rộng 24 m, có 4 làn xe hai làn dừng khẩn cấp (giai đoạn 1) khởi công 30/4/2025:đưa vào khai thác cuối năm 2027.

## Lộ trình chi tiết
- IC – Nút giao, JCT – Điểm lên xuống, SA – Khu vực dịch vụ (Trạm dừng nghỉ), TN – Hầm đường bộ, TG – Trạm thu phí, BR – Cầu
- Đơn vị đo khoảng cách là km.

| Số                                                                                  | Tên               | Khoảng cách từ đầu tuyến | Kết nối                                                 | Ghi chú                                                       | Vị trí                | Vị trí                     |
| ----------------------------------------------------------------------------------- | ----------------- | ------------------------ | ------------------------------------------------------- | ------------------------------------------------------------- | --------------------- | -------------------------- |
| 1                                                                                   | IC Tân Thạnh Đông | 0.0                      | Đường vành đai 3 (Thành phố Hồ Chí Minh) Đường tỉnh 15  | Đầu tuyến đường cao tốc Chưa thi công                         | Thành phố Hồ Chí Minh | Củ Chi                     |
| 2                                                                                   | IC Vành đai 4     |                          | Đường vành đai 4 (Thành phố Hồ Chí Minh)                | Chưa thi công                                                 | Thành phố Hồ Chí Minh | Củ Chi                     |
| 3                                                                                   | IC 3              |                          | Đường cao tốc Chơn Thành – Đức Hòa ( Đường Hồ Chí Minh) | Chưa thi công                                                 | Tây Ninh              | Thị xã Trảng Bàng          |
| -                                                                                   | IC Gò Dầu         |                          | Đường cao tốc Gò Dầu – Xa Mát                           | Dự kiến (Chưa quy hoạch)                                      | Tây Ninh              | Gò Dầu                     |
| -                                                                                   | IC Quốc lộ 22B    |                          | Quốc lộ 22B                                             | Chưa thi công                                                 | Tây Ninh              | Gò Dầu                     |
| BR                                                                                  | Cầu Gò Dầu        | ↓                        |                                                         | Vượt sông Vàm Cỏ Đông Chưa thi công                           | Tây Ninh              | Ranh giới Gò Dầu – Bến Cầu |
| 4                                                                                   | IC An Thạnh       |                          | Quốc lộ 22                                              | Cuối tuyến đường cao tốc giai đoạn 1 Chưa thi công            | Tây Ninh              | Bến Cầu                    |
| -                                                                                   | IC Mộc Bài        |                          | Đường tỉnh 786                                          | Cuối tuyến đường cao tốc giai đoạn 2 Dự kiến (Chưa quy hoạch) | Tây Ninh              | Bến Cầu                    |
| Kết nối với Đường cao tốc Phnôm Pênh – Bavet (Campuchia) thông qua Cửa khẩu Mộc Bài |                   |                          |                                                         |                                                               |                       |                            |
| 1.000 mi = 1.609 km; 1.000 km = 0.621 mi                                            |                   |                          |                                                         |                                                               |                       |                            |